# Revue générale nucléaire
La Revue générale nucléaire (parfois dite RGN) est une publication bimestrielle produite par la Sfen (association loi de 1901) créée en 1975 par des personnalités du secteur de l'industrie nucléaire pour soutenir l'industrie nucléaire française et les programmes de recherches nucléaires.

## Histoire
La revue est créée en 1975 par Rémy Carle deux ans après la naissance de la Sfen alors présidée par R. Carle, au moment du premier choc pétrolier (choc qui a poussé le projet du gouvernement Pierre Messmer d'adoption d'un plan de nucléarisation de la France, plan conçu par la commission PEON). Lors de la création de la Sfen, note Rémi Carle, « en 1973, bien que le nucléaire eût déjà une quinzaine d’années, il n’y avait pas « d’industrie nucléaire » à proprement parler, à l’exception de Framatome ».
Le rythme d'édition initialement prévu est de six numéros par an. Le premier numero sort en avril 1975, avec une couverture rouge illustrée d'une photo d'archives de Pierre et Marie Curie et s'ouvre sur un article de Marcel Boiteux relatif aux enjeux du programme électronucléaire français. C'est l'un des moyens de communication du lobby nucléaire représenté par la Sfen.

## Contenus
La Sfen présente cette revue comme étant « à caractère scientifique et technique » et visant à « apporter des connaissances dans tous les domaines de l’énergie nucléaire en France et dans le monde ». Chaque numéro presente un dossier complet sur une thématique. La revue est aujourd'hui complétée par une newsletter hebdomadaire.

## Publics
La RGN vise « les différentes parties prenantes (industriels de la filière, institutionnels, écoles et universités, médias, grand public) ».

## Gouvernance
la revue est dirigée par le directeur de la communication de la Sfen, qui s'appuie sur un « comité de rédaction rassemblant des représentants de l’énergie nucléaire ».